# Курнаков, Михаил Никитич
Михаил Никитич Курнаков (8 ноября 1899, Санкт-Петербург, Российская империя — 30 июня 1961, Ленинград, Советский Союз) — советский военно-морской деятель, преподаватель, инженерный работник, начальник научно-испытательного минно-торпедного института (НИМТИ), инженер-контр-адмирал (05.11.1944).

## Биография
Русский. В ВМФ с 30.03.1919 года. Окончил Военно-морское училище (октябрь 1920 — июнь 1924), Минный офицерский класс Специальных курсов комсостава ВМС РККА (февраль 1925 — март 1926), минное отделение факультета военно-морского оружия Военно-морской академии имени К. Е. Ворошилова (октябрь 1929 — ноябрь 1932).
Вахтенный начальник, исполняющий должность штурмана эскадренного миноносца «Ленин» (июнь — ноябрь 1924), «Володарский» (ноябрь 1924 — февраль 1925), минёр эсминца «Калинин» (март — июнь 1926), минёр, помощник командира эсминца «Зиновьев» (июнь — ноябрь 1926), «Калинин» (ноябрь 1926 — январь 1928), флагман бригады эсминцев (январь 1928 — август 1929) Морских сил Балтийского моря. Член комиссии морских минных опытов, помощник начальника (ноябрь 1932 — октябрь 1937), начальник 2-го отдела (октябрь 1937 — март 1938), заместитель начальника (март — июнь 1938) научно-исследовательского минно-торпедного института ВМС. Начальник минно-торпедного факультета Военно-морской академии им. К. Е. Ворошилова (июнь 1938 — февраль 1939). Начальник научно-испытательного минно-торпедного института (сейчас НИМТИ является частью научно-исследовательского института кораблестроения и вооружения ВМФ) с февраля 1939.
В Великую Отечественную войну вступил в прежней должности. Начальник опытного (6-го) отдела Минно-торпедного управления ВМФ (декабрь 1941 — сентябрь 1943), начальник НИМТИ с сентября 1943. В течение войны работал в области создания новых образцов минно-торпедного, трального и противолодочного оружия и разработок средств борьбы с минно-торпедным оружием противника. С целью помощи флотам в освоении новой техники, создании средств борьбы с минно-торпедным оружием противника и изучения опыта войны, неоднократно выезжал на действующие флоты и флотилии.
Из аттестации: «Сумел организовать работы по выполнению тематического плана, что дало возможность отработать и принять на вооружение ВМФ целый ряд новых ценных образцов минно-трального оружия. Имея всестороннюю подготовку по минно-торпедному оружию, умело руководит научно-исследовательскими работами во всех проектирующих организациях промышленности».
После окончания войны продолжал руководить институтом. В распоряжении главкома ВМС (май — июнь 1947). Старший преподаватель кафедры торпедного оружия (июнь 1947 — июль 1949), начальник кафедры приборов управления торпедной стрельбой (июль 1949 — июнь 1951, июнь 1952 — март 1955) Военно-морской академии корабельного вооружения им. А. Н. Крылова, прикомандирован в минно-торпедную секцию АН СССР (июнь 1951 — июль 1952). Начальник минно-торпедной секции МНТК ВМФ (март 1955 — ноябрь 1958). С ноября 1958 в запасе.
Похоронен на Серафимовском кладбище.

### Звания
- Инженер-флагман 3-го ранга (5 апреля 1940)[3][4].
- Инженер-капитан 1-го ранга (8 июня 1940)[5].
- Инженер-контр-адмирал (05.11.1944)[6][7][8].

### Награды
- Орден Ленина (1945)[9];
- Орден Красного Знамени (1944)[10];
- Орден Красного Знамени (1949);
- Орден Красной Звезды (1943)[11];
- Орден «Знак Почёта» (1938);
- Медаль «За победу над Германией в Великой Отечественной войне 1941—1945 гг.» (1945);
- и другие медали.